# 지세희
지세희(1988년 12월 26일 ~)는 대한민국의 가수이다. 《보이스 코리아 시즌 1》에 출연하여 강타 팀의 멤버로서 특유의 뛰어난 가창력과 소울로 Top4에 드는 기염을 토하였다. 2008년 tvN 드라마 《막돼먹은 영애씨 3》의 OST <Shining girl>로 데뷔하였다.

## 디스코그래피

### 음반
- 2008년 11월 28일 《크리스마스가 다가오면》
- 2013년 4월 11일 《오늘보다 내일》
- 2014년 3월 11일 《Blooming》
- 2015년 12월 11일 《사랑 같은 걸 했었나》
- 2018년 3월 21일 《이게 사랑이기에》
- 2018년 4월 30일 《아무렇지 않은 듯》
- 2020년 2월 11일 《아직...》

### OST
- 2008년 3월 4일 막돼먹은 영애씨 3 《shining Girl》
- 2012년 10월 30일 사랑했나봐 《사랑이었나요》
- 2015년 9월 22일 어머님은 내 며느리 《사랑은 아프죠》
- 2017년 7월 4일 훈장 오순남 《영원한 사랑》
- 2017년 12월 22일 해피시스터즈 《주르륵》
- 2018년 2월 23일 역류 《시작을 말아야 했어》
- 2018년 10월 25일 끝까지 사랑《우리의 순간》
- 2019년 1월 15일 차달래 부인의 사랑 《하루만 하루만 하루만》
- 2019년 8월 4일 여름아 부탁해 《Love Is》
- 2019년 10월 9일 태양의 계절 《어쩌다가》
- 2022년 10월 30일 태풍의 신부 《나의 사랑》

### 방송 출연
- 2012년 Mnet 《보이스 코리아 1》,《비틀즈 코드》 (시즌2),2013년 Mnet 《엠카운트다운》,2014년 Mnet 《음담패설》
- 2012년 tvN 《백지연의 피플 INSIDE》*
- 2013년 KBS 2TV 《여유만만》,2015년 KBS 2TV 《불후의 명곡 - 전설을 노래하다》 (GOD편)
- 2013년 SBS 《도전천곡》,2014년 SBS 《도전천곡》
- 2014년 tvN 《퍼펙트 싱어》
- 2014년 MBC 뮤직 《쇼챔피언》
- 2014년 SBS MTV 《더쇼》
- 2015년 JTBC 《히든싱어》 (이은미 편)
- 2018년 MBC 《미스터리 음악쇼 복면가왕》 - 나라는 명작 피카소

### 라디오 출연
- SBS 라디오 《최화정의 파워타임》 - 고정 게스트
- KBS 라디오 《김범수의 가요광장》
- KBS 라디오 《홍진경의 두시》
- SBS 라디오 《두시탈출 컬투쇼》
- SBS 라디오 《최화정의 파워타임》
- SBS 라디오 《아름다운 이 아침 김창완입니다》
- KBS 라디오 《장동민&조정치의 두시》
- MBC 라디오 《신동의 심심타파》